# Heinrich Bock (Widerstandskämpfer)
Heinrich Bock (* 20. April 1899 in Sachsenhagen; † 3. Mai 1945 in der Neustädter Bucht) war ein deutscher Politiker (SPD) und Widerstandskämpfer gegen den Nationalsozialismus.

## Leben
Nach einer Lehre zum Maler war Bock unter anderem auch als Hausmeister tätig. Am 12. November 1929 wurde er für die SPD in Hannover erstmals zum Bürgervorsteher (Stadtverordneten) gewählt. Am 12. Juni 1933 wurde Bock erneut ins Bürgervorsteherkollegium gewählt. Am 28. Juni wurde ihm das Mandat durch die Nationalsozialisten entzogen. Im selben Jahr wurde er verhaftet, bald aber wieder freigelassen. 
Bock gehörte der Widerstandsgruppe um den Gewerkschafter Albin Karl an, der vor 1933 Zweiter Vorsitzender des Fabrikarbeiterverbandes gewesen war. Nach dem Attentat vom 20. Juli 1944 wurde Bock im Rahmen der „Aktion Gitter“ erneut verhaftet, zunächst in das Polizei-Ersatzgefängnis Ahlem gebracht und Ende August 1944 ins KZ Neuengamme überführt. Als Ende April 1945 das KZ geräumt wurde, musste Bock sich mit weiteren Tausenden von Gefangenen zur Lübecker Bucht begeben, wo sie auf Schiffe gebracht wurden. Beim Untergang der Cap Arcona kam Bock ums Leben.

## Ehrungen
- In Hannover-Ricklingen wurde 1952 der Heinrich-Bock-Hof angelegt.